# Camera Reprezentanților (Australia)
Camera Reprezentanților Australiei (engleză Australian House of Representatives) este camera inferioară a Parlamentului bicameral al Australiei, camera superioară fiind Senatul. Compoziția și competențele sale sunt stabilite în Capitolul I al Constituției Australiei. A fost fondat în 1901.
Mandatul membrilor Camerei Reprezentanților este de maximum trei ani de la data primei ședințe a Camerei, dar într-o singură ocazie s-a atins termenul maxim.  Camera Reprezentanților este aproape întotdeauna dizolvată mai devreme, de obicei singură, dar uneori într-o dublă dizolvare a ambelor Camere. Alegerile pentru membrii Camerei Reprezentanților sunt adesea organizate împreună cu cele pentru Senat. Un membru al Camerei poate fi denumit „membru al Parlamentului” („deputat” sau „membru”), în timp ce un membru al Senatului este de obicei denumit „senator”. Guvernul zilei și, prin extensie, prim-ministrul trebuie să obțină și să mențină încrederea acestei Camere pentru a câștiga și a rămâne la putere. 
În prezent, Camera Reprezentanților este formată din 151 de membri, aleși și reprezentând circumscripții cu un singur membru cunoscute sub denumirea de circumscripție electorală . Numărul de membri nu este fix, dar poate varia în funcție de modificările limitelor rezultate din redistribuiri electorale, care sunt necesare în mod regulat. Cea mai recentă creștere generală a dimensiunii Camerei, care a intrat în vigoare la alegerile din 1984, a crescut numărul de membri de la 125 la 148. S-a redus la 147 la alegerile din 1993, a revenit la 148 la alegerile din 1996, a crescut la 147 la alegerile din 1996,  150 la alegerile din 2001 și se situează la 151 la alegerile federale din Australia din 2019.